# Сельское поселение Ивановское (Рузский район)
Се́льское поселе́ние Ивановское — упразднённое в 2017 году муниципальное образование (сельское поселение) упразднённого Рузского муниципального района Московской области. Образовано в 2005 году, включило 41 населённый пункт позже упразднённых Ивановского и Сумароковского сельских округов.
Административный центр — посёлок Беляная Гора.
Глава сельского поселения — Кавецкий Александр Гаврилович.

## Население
| 2006  | 2007  | 2008  | 2009  | 2010  | 2011  | 2012  |
| ----- | ----- | ----- | ----- | ----- | ----- | ----- |
| 2741  | ↗2966 | ↗2986 | ↗3030 | ↗3097 | ↗3173 | →3173 |
| 2013  | 2014  | 2015  | 2016  | 2017  |       |       |
| ↘3018 | ↘2870 | ↘2776 | ↘2681 | ↘2620 |       |       |

## Географические данные
Общая площадь — 22 481 га. Муниципальное образование находится в северо-западной части Рузского муниципального района, и граничит:
- с Волоколамским районом (на севере)
- с Можайским районом (на западе)
- с сельским поселением Старорузское (на юге)
- с городским поселением Руза (на юге)
- с сельским поселением Волковское (на востоке)

По территории поселения проходит участок автодороги Руза — Осташёво — Волоколамск.

## Населённые пункты
Муниципальное образование сельское поселение Ивановское в существующих границах было образовано в 2005 году на основании закона Московской области «О статусе и границах Рузского муниципального района и вновь образованных в его составе муниципальных образований». В его состав вошёл 41 населённый пункт бывших Ивановского и Сумароковского сельских округов. В 2007 году в состав была добавлена деревня Копцево.
| Наименование        | Вид     | Население, чел. (2006) | ОКАТО          | Бывшая административная единица |
| ------------------- | ------- | ---------------------- | -------------- | ------------------------------- |
| Акатово             | деревня | 8                      | 46 249 807 009 | Ивановский сельский округ       |
| Апухтино            | деревня | 0                      | 46 249 834 017 | Сумароковский сельский округ    |
| Беляная Гора        | посёлок | 973                    | 46 249 807 001 | Ивановский сельский округ       |
| Булыгино            | деревня | 16                     | 46 249 807 024 | Ивановский сельский округ       |
| Вараксино           | деревня | 0                      | 46 249 834 012 | Сумароковский сельский округ    |
| Ведерники           | деревня | 15                     | 46 249 807 007 | Ивановский сельский округ       |
| Гидроузел           | посёлок | 14                     | 46 249 807 016 | Ивановский сельский округ       |
| Грязново            | деревня | 0                      | 46 249 834 016 | Сумароковский сельский округ    |
| Демидково           | деревня | 0                      | 46 249 807 010 | Ивановский сельский округ       |
| Дома отдыха «Лужки» | посёлок | 129                    | 46 249 807 017 | Ивановский сельский округ       |
| Дробылёво           | деревня | 42                     | 46 249 834 013 | Сумароковский сельский округ    |
| Ерденьево           | деревня | 3                      | 46 249 834 015 | Сумароковский сельский округ    |
| Журавлёво           | деревня | 7                      | 46 249 807 021 | Ивановский сельский округ       |
| Иваново             | деревня | 19                     | 46 249 807 019 | Ивановский сельский округ       |
| Кокшино             | деревня | 22                     | 46 249 834 009 | Сумароковский сельский округ    |
| Копцево             | деревня |                        |                |                                 |
| Курово              | деревня | 28                     | 46 249 807 003 | Ивановский сельский округ       |
| Лашино              | деревня | 14                     | 46 249 807 005 | Ивановский сельский округ       |
| Леньково            | деревня | 97                     | 46 249 807 012 | Ивановский сельский округ       |
| Лидино              | деревня | 725                    | 46 249 834 001 | Сумароковский сельский округ    |
| Лихачёво            | деревня | 168                    | 46 249 834 002 | Сумароковский сельский округ    |
| Накипелово          | деревня | 24                     | 46 249 807 013 | Ивановский сельский округ       |
| Новокурово          | деревня | 38                     | 46 249 807 002 | Ивановский сельский округ       |
| Овсяники            | деревня | 54                     | 46 249 807 008 | Ивановский сельский округ       |
| Оселье              | деревня | 1                      | 46 249 834 006 | Сумароковский сельский округ    |
| Палашкино           | деревня | 21                     | 46 249 834 007 | Сумароковский сельский округ    |
| Пахомьево           | деревня | 13                     | 46 249 807 018 | Ивановский сельский округ       |
| Покров              | деревня | 26                     | 46 249 807 014 | Ивановский сельский округ       |
| Помогаево           | деревня | 4                      | 46 249 807 023 | Ивановский сельский округ       |
| Потапово            | деревня | 0                      | 46 249 807 006 | Ивановский сельский округ       |
| Ракитино            | деревня | 31                     | 46 249 807 011 | Ивановский сельский округ       |
| Рупасово            | деревня | 11                     | 46 249 807 020 | Ивановский сельский округ       |
| Рябцево             | деревня | 9                      | 46 249 834 008 | Сумароковский сельский округ    |
| Сорочнево           | деревня | 3                      | 46 249 834 011 | Сумароковский сельский округ    |
| Сумароково          | деревня | 103                    | 46 249 834 010 | Сумароковский сельский округ    |
| Трубицино           | деревня | 8                      | 46 249 834 014 | Сумароковский сельский округ    |
| Филатово            | деревня | 68                     | 46 249 807 022 | Ивановский сельский округ       |
| Фролково            | деревня | 3                      | 46 249 834 004 | Сумароковский сельский округ    |
| Хомьяново           | деревня | 7                      | 46 249 834 005 | Сумароковский сельский округ    |
| Цыганово            | деревня | 5                      | 46 249 834 003 | Сумароковский сельский округ    |
| Шорново             | деревня | 13                     | 46 249 807 015 | Ивановский сельский округ       |
| Щербинки            | деревня | 19                     | 46 249 807 004 | Ивановский сельский округ       |